# Залесов, Прохор Денисович

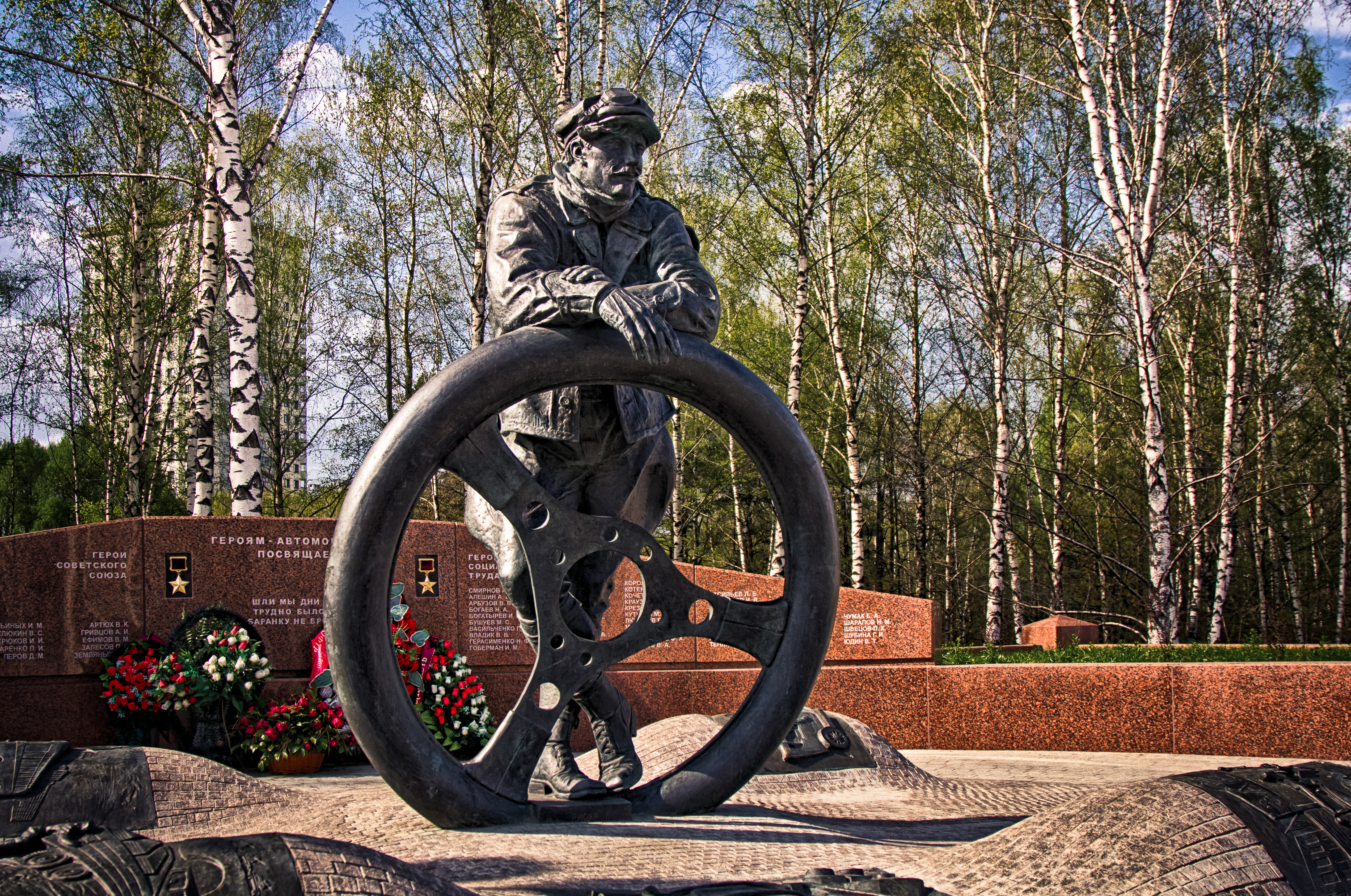
Памятник героям-автомобилистам в Москве

Прохор Денисович Залесов (3 августа 1914, Ожогино, Тобольская губерния — 29 мая 1981, Нижний Тагил, Свердловская область) — майор Рабоче-крестьянской Красной Армии, участник советско-финляндской и Великой Отечественной войн, Герой Советского Союза (1940).

## Биография
Прохор Залесов родился 3 августа 1914 года в крестьянской семье в селе Ожогино Шатровской волости Ялуторовского уезда Тобольской губернии, ныне село входит в Шатровский муниципальный округ Курганской области.
В 6 лет остался без родителей, мать умерла при родах. Жил у тётки (сестры матери) Марфы Денисовны, они были раскулачены и выселены в Уватский район Тюменской области, воспитывался в сельскохозяйственной коммуне.
После окончания начальной школы работал конюхом в коммуне. Позднее окончил курсы шоферов в школе Осоавиахима и начал работать водителем в Шадринске.
С 1932 года проживал в Нижнем Тагиле (там жили его старшие брат и сестра), работал водителем Управления высоковольтных сетей Нижнего Тагила, затем на Нижнетагильском заводе огнеупорных материалов.
В сентябре 1939 года Залесов был призван Нижнетагильским РВК на службу в Рабоче-крестьянскую Красную Армию. Участвовал в советско-финской войне, будучи старшим шофёром 301-го гаубичного артиллерийского полка 7-й армии Северо-Западного фронта (под командой Залесова было три автомашины).
Доставлял на своей машине боеприпасы от станции «Лейпясуо» до позиций артиллерийской батареи у станции «Кямяря» (ныне — Гаврилово Выборгского района Ленинградской области). Когда в момент погрузки снарядов финская артиллерия начала обстреливать советские позиции, загрузил машину и успешно доставил их артиллеристам, благодаря чему боевая задача была успешно выполнена.
Указом Президиума Верховного Совета СССР от 11 апреля 1940 года за «образцовое выполнение боевых заданий командования на фронте борьбы с финской белогвардейщиной и проявленные при этом отвагу и геройство» красноармеец Прохор Залесов был удостоен высокого звания Героя Советского Союза с вручением ордена Ленина и медали «Золотая Звезда» за номером 480.
После войны вернулся к мирному труду.
В 1941 году в первые же дни войны добровольцем ушёл на фронт. Участвовал в Великой Отечественной войне на Ленинградском, 3-м Белорусском и 1-м Прибалтийском фронтах.
С 1942 года член ВКП(б), в 1952 году партия переименована в КПСС.
Капитан Залесов встретил Победу в должности начальника 416-й полевой авторемонтной базы (в должности с июня 1944 года) 4-й ударной армии Ленинградского фронта. После окончания Великой Отечественной войны в звании майора был уволен в запас.
Вернулся на огнеупорный завод в Нижний Тагил, где проработал более 30 лет. Работал с автомобилистами, принимал активное участие в общественной жизни и воспитании молодежи.
Прохор Денисович Залесов умер 29 мая 1981 года в городе Нижний Тагил Пригородного района Свердловской области, ныне город — административный центр городского округа Нижний Тагил той же области. Похоронен на Северном кладбище города Нижний Тагил.

## Награды
- Герой Советского Союза, 11 апреля 1940 года
  - Орден Ленина
  - Медаль «Золотая Звезда» № 480
- Орден Отечественной войны II степени, 5 марта 1945 года[8]
- Орден Красной Звезды, 5 июня 1945 года[9]
- медали[5].
  - Медаль «За победу над Германией в Великой Отечественной войне 1941—1945 гг.», 12 августа 1945 года[10][11]

## Память
- Улица Залесова в селе Ожогино Шатровского муниципального округа Курганской области.
- Стела у памятника погибшим в годы Великой Отечественной войны, Курганская область, Шатровский муниципальный округ, село Ожогино — 56°24′03″ с. ш. 64°31′16″ в. д.HGЯO
- Имя Героя упомянуто на памятнике героям-автомобилистам. Авторы памятника — скульптор, народный художник России Александр Иулианович Рукавишников и заслуженный архитектор России Игорь Николаевич Воскресенский. Открыт 2 сентября 2015 года в городе Москве, Ленинский проспект, район станции метро Тропарёво — 55°38′45″ с. ш. 37°28′20″ в. д.HGЯO[12]
- Мемориальная доска на памятнике работникам огнеупорного производства НТМК, не вернувшихся с полей сражений, открыт в октябре 2005 года; Свердловская область, город Нижний Тагил, <уточнить адрес>[13]
- Мемориальная доска на здании МОУ «Ожогинская начальная общеобразовательная школа», ныне организация ликвидирована, Курганская область, Шатровский муниципальный округ, село Ожогино, ул. Центральная, 38
- Мемориальная доска на доме, где жил; Свердловская область, город Нижний Тагил, <уточнить адрес>[14]
- Мемориальная доска на памятнике «Ветеранам, воевавшим в годы Великой Отечественной войны»; Свердловская область, Горноуральский городской округ, посёлок Зональный, у Дома культуры, ул. Центральная, 8 — 57°53′14″ с. ш. 60°07′07″ в. д.HGЯO[15]